# Orsolobus schlingeri
Orsolobus schlingeri là một loài nhện trong họ Orsolobidae.
Loài này thuộc chi Orsolobus. Orsolobus schlingeri được Raymond Robert Forster & Norman I. Platnick miêu tả năm 1985.